# 万达中路站
万达中路站位于中华人民共和国浙江省杭州市萧山区闻堰街道万达中路与桥南路和水田畈路交叉口，是建设中的杭州地铁4号线南段的一座地铁车站。预计于2027年年底启用。

## 历史
- 2024年10月18日，车站主体地连墙全部完工[1]。
- 2025年2月，车站主体基坑通过开挖节点验收，进入主体开挖施工阶段[2]。